# Ryuki Miura
Ryuki Miura (三浦 龍輝 Miura Ryuki?, Tokio, 17 de mayo de 1992) es un futbolista japonés que juega como guardameta en el Júbilo Iwata.

## Trayectoria

### Clubes
| Club                  | País  | Año   |
| --------------------- | ----- | ----- |
| Kashiwa Reysol        | Japón | 2015  |
| A. C. Nagano Parceiro | Japón | 2016  |
| Júbilo Iwata          | Japón | 2017- |